# Артур Шталь
Артур Шталь (Artur Stahl, 11 листопада 1895 Львів — 6 серпня 1950 Варшава) — архітектор, живописець. Закінчив Львівську політехніку. Від 1924 року мав власне архітектурне бюро у Львові. За іншими даними заснував бюро 1927 року спільно з М. Вайсбергом. Споруджував будинки у стилі функціоналізму у Львові та околицях. Навчався  живопису в Італії. У живописі Шталя домінувала єврейська тематика, малював також пейзажі. Протягом 1920—1927 років викладав рисунок у львівських гімназіях. Виконував функцію секретаря Товариства з опіки над пам'ятками єврейського мистецтва у Львові. Реклама 1936 року та довідник 1939 року вказують адресу будівельного підприємства Артура Шталя на вулиці Лінде, 9 (тепер вулиця Ліста). Після війни працював у Варшаві. Інспектував об'єкти Варшавського бюро відбудови. 
Роботи у Львові
- Житловий будинок на вулиці Зеленій, 19 (1931–1932).
- Проєкт реконструкції головної будівлі фабрики цукру, шоколаду та какао «Hazet» на вулиці Панєнській, 21/23 (нинішня вулиця Софії Яблонської; 1936)[4].
- Вілла на вулиці Франка, 129, житловий будинок під номером 148 там же (1937).
- Житловий будинок на вулиці Коцюбинського, 15 (1938–1939).
- Вілли на вул. Героїв УПА 59 та 59А

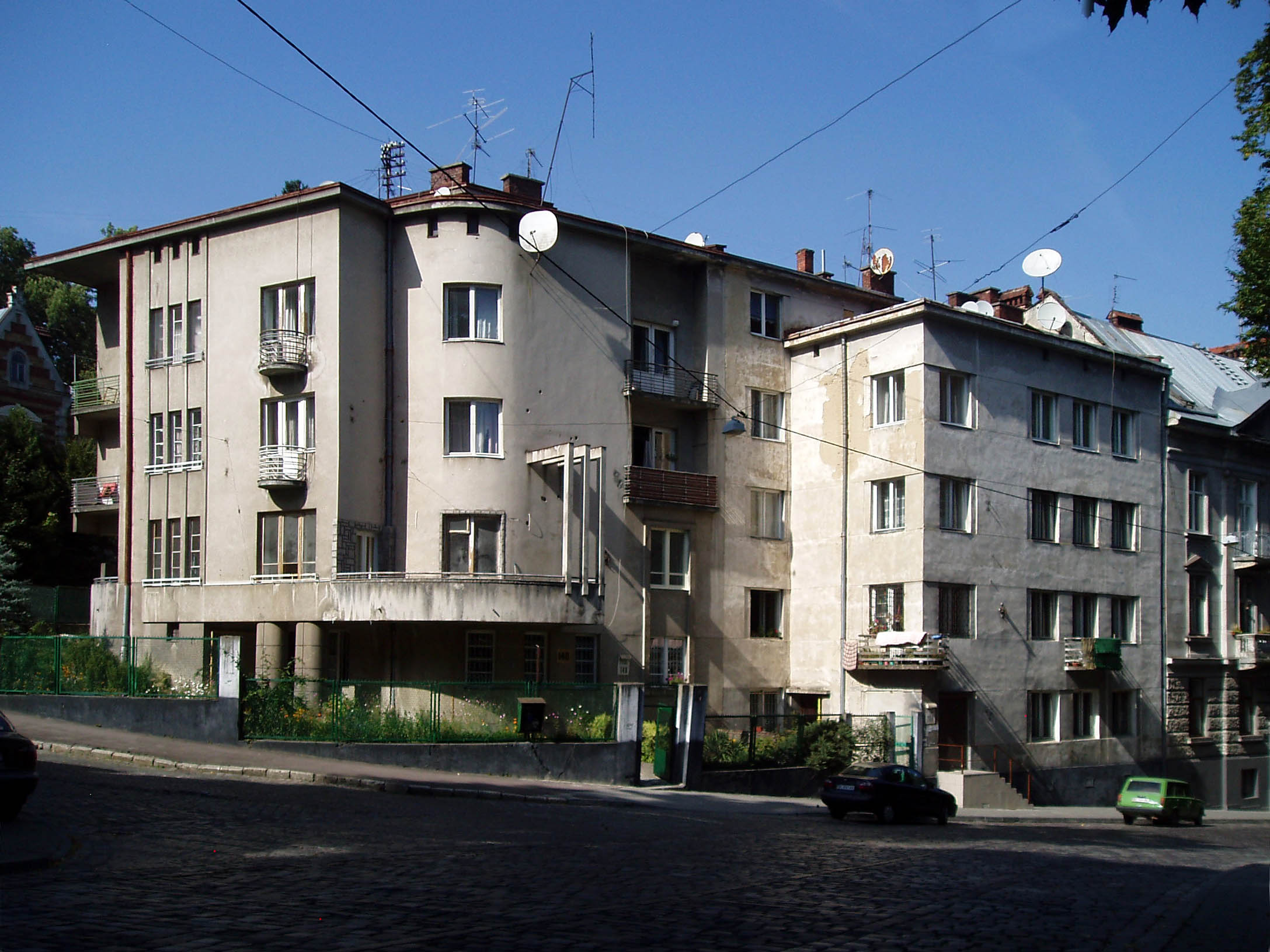
Вулиця Франка, 146-148
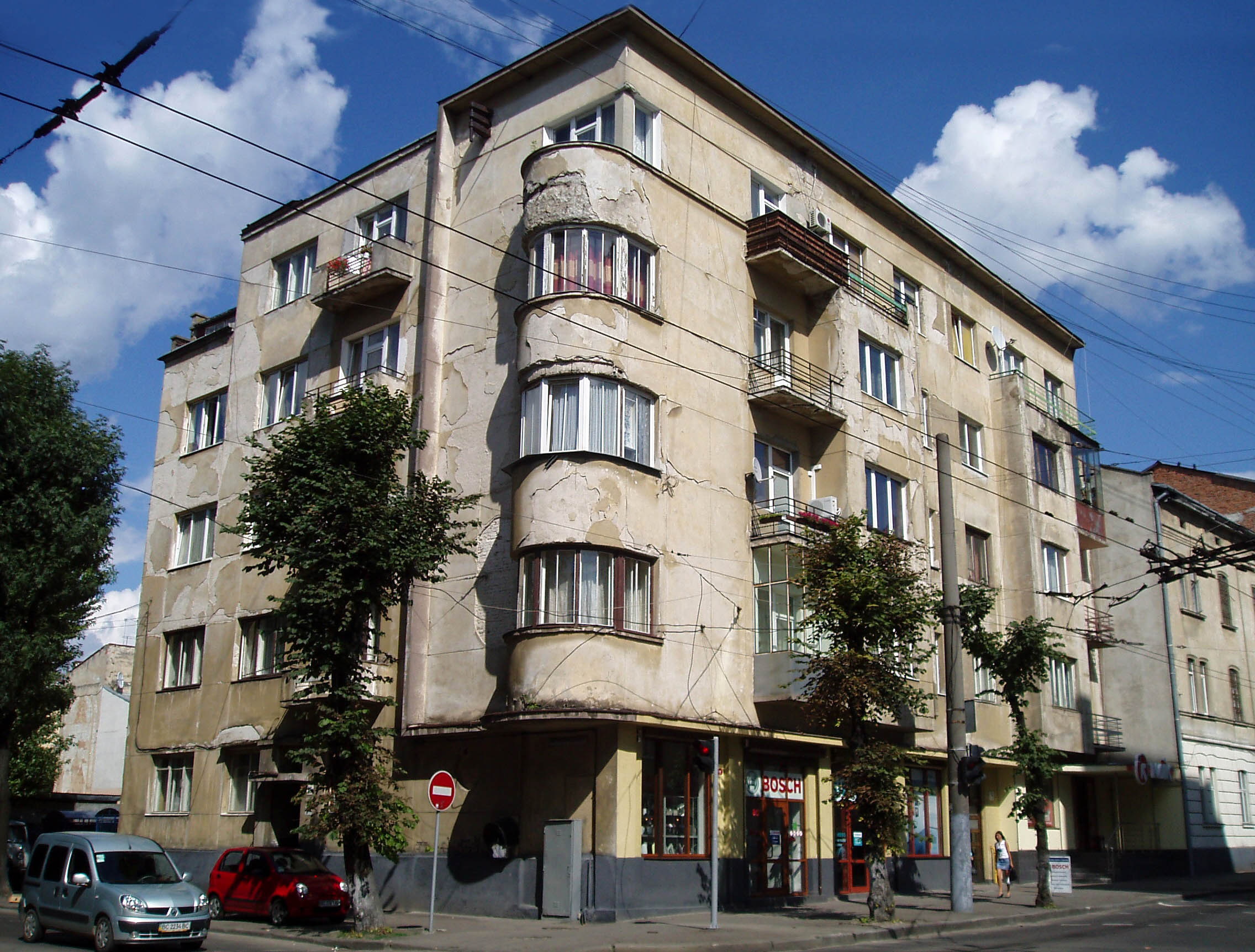
Вулиця Зелена, 19
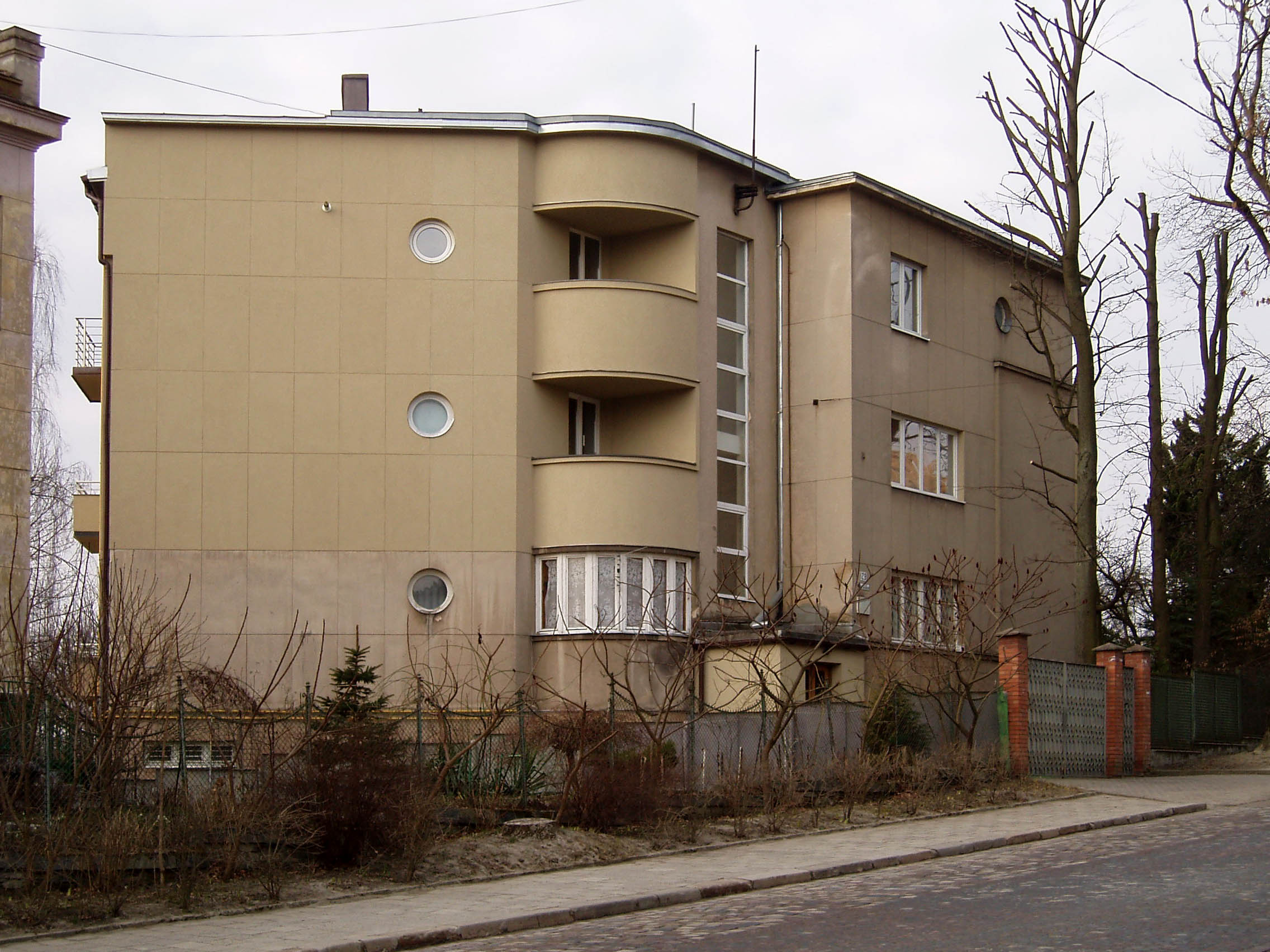
Вулиця Франка, 129